# 珀西瓦里
帕尔齐法尔（Percival），又译作珀西瓦里，珀西瓦尔，是亚瑟王传说中圆桌骑士团的成员之一。与加拉哈德、鲍斯共组成圣杯三骑士。

## 人物来历
珀西瓦里是珀西瓦里王的儿子。自小生长在远离卡美洛王朝的丛林里；直到后来，他游历来到了卡美洛王朝，便有幸成为了圆桌骑士之一，并加入了寻找圣杯的行列中。
相传此圣杯乃是基督在最后晚餐中用过的杯子；基督被钉在十字架上的时候，基督之血顺着钉在其体侧的架子上缓缓地流入到圣杯中。基督死后，约瑟同意将其尸体放进了自己的墓中，并将圣杯带到了不列颠，但后来圣杯却离奇失踪了，从此，圣杯便成为圆桌骑士苦苦寻觅的重要宝物。

### 与圣杯擦肩而过
珀西瓦里在寻求圣杯的途中，可惜与圣杯擦肩而过，这才使得加拉哈德有幸目睹了圣杯的真颜，并且“双手间如同捧着基督的圣体”般捧起圣杯，成为了圣杯之王。
在寻找圣杯途中，珀西瓦里偶遇到一艘神秘的船只，并与女巫所化的女船主一见钟情。珀西瓦里正欲与她温存时，却让他看见他所横在地上的剑而顿时缓过神来，那柄剑象征着基督受难的红色十字架赫然入目，珀西瓦里立即正襟危坐，并在额上划着十字。这时只见船只顿时化作一股黑烟消失了。珀西瓦里深为自己的一念之差而非常懊恼，羞愧之下他竟举剑向大腿自刺。藏匿在一旁的女巫见状，呼啸着绝尘而去。
最终，珀西瓦里还是得到了圣杯的真谛，让最单纯的珀西瓦里成为了圣杯的卫士。因为加拉哈德恳求圣杯将他的灵魂升入极乐天堂而离开人世，后来守护圣杯的重任便落到了珀西瓦里身上。

## 藝術

### 遊戲
- 《圆桌骑士》，又譯作「圓桌武士」，是日本遊戲公司卡普空於1991年製作和發行的街機遊戲，為力量型角色，武器為戰斧
- 《Fate/Grand Order》中，作為4星Lancer出場。寶具為等級C+~A+ 的對城寶具「光輝的命運之槍」。配音員︰松風雅也

### 漫畫
- 在日本漫畫家鈴木央所著的漫畫默示錄的四騎士中擔任主人公。

## 备注

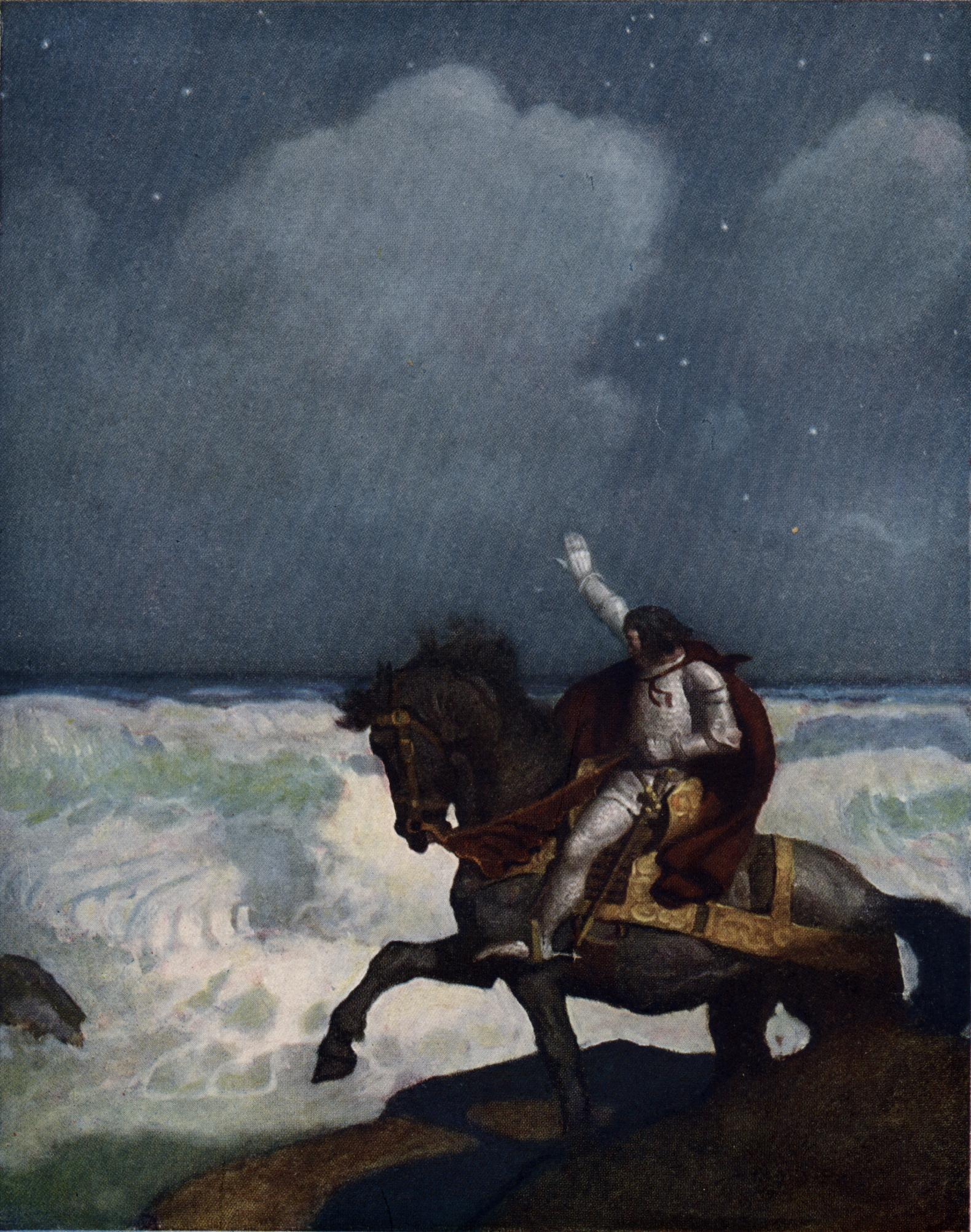
珀西瓦里

1. ↑  根据《世界人名翻译大辞典》译名。